# Franco Barbero (presbitero)
Franco Barbero (Savigliano, 24 febbraio 1939) è un presbitero italiano, noto per le sue critiche alla dottrina, liturgia e magistero della Chiesa cattolica, a causa delle quali fu dimesso dallo stato clericale da papa Giovanni Paolo II all'inizio del 2003.

## Biografia
Ordinato presbitero nel 1963, dai primi anni settanta è impegnato nel movimento delle comunità cristiana di base. Nel 1974 è fondatore, con alcuni uomini e donne provenienti da esperienze parrocchiali, della comunità cristiana di base di Pinerolo, di cui fa formalmente parte fino al mese di marzo 2014 quando dà vita, sempre a Pinerolo, ad una nuova comunità di base, la "Casa dell'Ascolto e della Preghiera", lasciando definitivamente l'altra esperienza (da cui si era progressivamente staccato fin dal settembre 2010).
Pochi mesi dopo la nascita della comunità cristiana di base nel 1974, Franco Barbero rinunciò a ogni forma di stipendio o contributo proveniente dall'autorità ecclesiastica; la comunità cristiana di base decise allora, per tutte le sue attività, di ricorrere all'autofinanziamento, "cioè al libero contributo mensile dei/delle partecipanti, ognuno/a secondo le proprie possibilità. Grazie ad esso è stato possibile far fronte negli anni alle spese di gestione della sede comunitaria (affitto, luce, gas, acqua), di accoglienza e ospitalità delle persone in visita o in cerca di aiuto, di stampa del materiale liturgico, oltre che dare un contributo mensile a Franco Barbero per il suo sostentamento e il ministero pastorale, pagare affitto e utenze del suo alloggio, i contributi per la pensione e un'assicurazione integrativa, le spese di pubblicazione e diffusione di molti dei suoi libri e studi". Tutto questo fino al 2010 quando le condizioni economiche generali di crisi e la progressiva riduzione del numero di partecipanti alla comunità hanno determinato una notevole riduzione dei contributi di autofinanziamento.
Fin dal 1975 assume posizioni di contrasto sia con la dottrina cattolica romana sia con le posizioni della Chiesa cattolica romana rispetto a problematiche della società; tale dissenso trova testimonianza in numerose pubblicazioni e in una celebrazione liturgica in forme differenti rispetto a quelle previste dal canone cattolico romano. Il 7 novembre 2004 viene celebrato presso la comunità di base di Pinerolo il suo matrimonio, che dopo pochi mesi viene ufficializzato  in forma civile presso il Comune di Pinerolo.

## Pensiero
I punti di dissenso sono molti, fra i quali le seconde nozze, il celibato dei preti, la predicazione e il ministero dei laici, le unioni tra credenti omosessuali. In particolare hanno suscitato scalpore in Italia le sue celebrazioni di benedizione di coppie omosessuali.
In un suo libro del 2000 ripubblicato per Gabrielli nel 2007, Il dono dello smarrimento, definisce così le gerarchie ecclesiali nel Giubileo: «prese dall'enfasi, sono sbronze di gloria, fanno sfoggio di potenza e ricevono l'omaggio e i finanziamenti dei grandi di questo mondo». Auspica inoltre un ritorno all'insegnamento della Parola nel mondo, come fecero i profeti e i capostipiti del Cristianesimo. Critica poi la Chiesa su:
- i dogmi cristiani, descritti come «illusione che siano la fotografia della verità»;
- il divieto del ministero alle donne e del matrimonio ai sacerdoti, considerate «leggi disumane»;
- il diritto canonico;
- la potestà dei sacerdoti nel perdonare i peccati e nel concedere l'assoluzione;
- l'atteggiamento verso la sessualità e gli omosessuali;
- i miracoli, che secondo Barbero «alimentano superstizione e spirito idolatrico»;
- il papato, additato a «primadonna».

Il pensiero cristologico di Franco Barbero, assieme a quello ecclesiologico, è molto distante da quello tradizionale e, si potrebbe tranquillamente affermare, gli è radicalmente opposto: Cristo non è l'uomo-Dio presentato dalla tradizione ecclesiastica, ma un semplice uomo, particolarmente illuminato, che presenta un cammino di salvezza umana non dissimile da qualsiasi altro cammino religioso. Cristo non può, dunque, rappresentare l'unica porta di salvezza com'è sempre stato creduto nel mondo cristiano, dall'epoca apostolica ai nostri giorni.

## Dimissione dallo stato clericale
Così il 25 gennaio 2003 viene dimesso dallo stato clericale e “dispensato dagli obblighi del celibato" con decreto di Giovanni Paolo II, promulgato dall'allora prefetto della Congregazione per la dottrina della fede cardinale Joseph Ratzinger
. Nella lettera che accompagna il provvedimento vaticano, così scrive Pier Giorgio Debernardi, vescovo di Pinerolo: "Dalla lettura dei tuoi scritti appare chiaro che viene toccato il cuore della fede cristiana, in particolare i misteri della Trinità, dell'Incarnazione, la presenza reale di Cristo nell'Eucaristia e, connesso con l'Eucaristia, il ministero ordinato. A ciò si aggiunge la liturgia, non celebrata in comunione con la Chiesa Cattolica, la non accettazione dell'integrità del Settenario Sacramentale e la non accoglienza del Magistero come guida di fede e di morale". 
La sua vicenda è raccontata nel libro Preti contro, di Corrado Zunino e la sua pastorale con le persone omosessuali è raccolta nel libro a cura di Pasquale Quaranta Omosessualità e Vangelo.

## Opere
- Franco Barbero, Anno Santo: occasione mancata?, Torino, Claudiana, 1974.
- Franco Barbero, I Salmi, Torino, Tempi di fraternità, 1975.
- Franco Barbero, Fate festa, Torino, Tempi di fraternità, 1977.
- Franco Barbero, Diventati marxisti, ha ancora senso parlare di peccato?, Genova, La Lanterna, 1978.
- Franco Barbero, Ernesto Ayassot, La Sindone: radiografia di una prova, Torino, Claudiana, 1978.
- Franco Barbero, Solitudine: benedizione o condanna?, Torino, Claudiana, 1980.
- Franco Barbero, Maestri di nessuno, Torino, Claudiana, 1980.
- Franco Barbero, L'eucarestia nella vita del cristiano, Prali, Quaderni di Agape, 1980.
- Franco Barbero, Gli anni dell'impotenza : mistica e politica, Bra, Comunecazione, 1982.
- Franco Barbero, Più grande del nostro cuore, Torino, Tempi di fraternità, 1987.
- Franco Barbero, Stirpe di Giona, Bra, Comunecazione, 1989.
- Franco Barbero, La bestia che seduce, Bra, Comunecazione, 1990.
- Franco Barbero, Paolo Barral, Fuori del mondo non c'è salvezza, Torre dei Nolfi, Qualevita, 1991.
- Franco Barbero, Il giubileo di ogni giorno, Pinerolo, Associazione Viottoli, 1999.
- Franco Barbero, Il dono dello smarrimento (PDF), Pinerolo, Associazione Viottoli, 2000   (ristampato nel 2007 da Gabrielli Editori).
- Franco Barbero, L'ultima ruota del carro (PDF), Pinerolo, Associazione Viottoli, 2001.
- Franco Barbero, Olio per la lampada (PDF), Pinerolo, Associazione Viottoli, 2004.
- Franco Barbero, Benedizione delle coppie omosessuali, Torino, L'Harmattan Italia, 2013.
- Franco Barbero, Confessione di fede di un eretico, Pinerolo, 2017.
- Franco Barbero, Amori consacrati. Testimonianze di suore, frati e preti omosessuali in Italia, Verona, Gabrielli, 2019.

### Altri scritti e articoli
- Quando i fratelli se ne vanno... (PDF), Torino, Tempi di fraternità, 1986.
- Essere semplici è possibile?, Torino, Tempi di fraternità, 1987.